# Dipartimento dell'Ombrone
Il Dipartimento dell'Ombrone era un antico dipartimento del Primo Impero francese, nell'attuale Toscana. Il nome era dovuto al fiume Ombrone.
Fu creato il 24 maggio 1808, quando il Regno d'Etruria fu annesso dalla Francia; il capoluogo era Siena.
Nel 1812 fu suddiviso negli arrondissement di Siena, Montepulciano e Grosseto.
Si stima che nel 1806, su una superficie di 7.750 km², avesse 163.317 abitanti. Prefetto del dipartimento fu il cuneese Angelo Gandolfo.
Il dipartimento fu eliminato dopo la sconfitta di Napoleone nel 1814. Attualmente il territorio dell'ex dipartimento è ripartito tra le province di Siena e Grosseto.